# SG Aumund-Vegesack
Die SG Aumund-Vegesack (SAV) ist ein Sportverein aus dem Stadtteil Vegesack in Bremen.
Die Abteilungen des Sportvereines umfassen die Sportarten Badminton, Turnen, Fußball, Handball, Schwimmen, Boxen, Tischtennis, Sportangeln, Judo, Karate und Leichtathletik. Seit 1970 existiert innerhalb des Vereinslebens auch ein Blasorchester mit über 40 Mitwirkenden. Der Verein hat über 2000 Mitglieder, erster Vorsitzender ist Volker Beringer.

## Geschichte
Der Verein wurde 1892 als Spiel und Sport Blumenthal gegründet und wurde am 11. Mai 1912 in Fußballverein Blumenthal (FV Blumenthal) umbenannt. Nach dem Ersten Weltkrieg kam es zur Spaltung des Vereins. Auf der Mitgliederversammlung am 30. Mai 1919 kam es zum Streit zwischen den proletarisch gesinnten und den bürgerlichen Vereinsmitgliedern. Die Proletarier wollten dem SPD-nahen Arbeiter-Turn- und Sportbund (ATSB) beitreten, während die andere Seite im DFB verbleiben wollte. Am 16. Juni 1919 gründeten die Arbeiter daher den Blumenthaler SV, der dem ATSB beitrat. Die verbliebenen Mitglieder des Blumenthaler FV fusionierten noch im Jahr 1919 mit dem Vegesacker SV zur SpVgg Vegesack-Blumenthal, aus der nach dem Zweiten Weltkrieg die SG Aumund-Vegesack wurde.

## Fußball-Abteilung
Die Fußballabteilung des Vereins verfügt über einen Rasen- und einen Kunstrasenplatz am Bahnhof Vegesack. 2013 hatte die Abteilung rund 400 Mitglieder. Nach dem Zweiten Weltkrieg spielten die Fußballer zeitweilig in der Amateurliga Bremen, der damaligen zweithöchsten Spielklasse. Seit 2013 spielt der Verein in der fünftklassigen Bremen-Liga. Seine Heimspiele absolviert er im Stadion Vegesack. In der Saison 2012/13 gewann man den Bremer Lotto-Pokal, der zur Teilnahme an der ersten Hauptrunde des DFB-Pokals in der folgenden Saison berechtigt. Gegen den Bundesligisten TSG 1899 Hoffenheim hielt man bis zur Pause ein 0:0, ehe sich die Hoffenheimer noch sehr deutlich mit 9:0 durchsetzen konnten.
Im Jahr 2015 nahm man an der Norddeutschen Futsal-Meisterschaft teil wo man es bis ins Finale, gegen den heutigen Futsal-Bundesligisten und späteren Deutschen Meister, die HSV-Panthers schaffte. Trotz des verlorenen Finals qualifizierte man sich als zweiter für die Deutsche Futsal-Meisterschaft, wo man das Viertelfinale deutlich gegen Nafi Stuttgart verlor.

## Karate-Abteilung
Die Karate-Abteilung zählt mit ihren über 200 Mitgliedern zu den starken Abteilungen des Vereins und im Landesverband Bremen.

## Schwimmabteilung
Rund 450 Mitglieder (Stand: April 2016) beherbergt die Schwimmabteilung des Vereins und ist damit der größte Schwimmverein in Bremen-Nord. Die Abteilung zählt zu den erfolgreichsten Klubs im Bundesland Bremen und bietet neben qualifiziertem Leistungsschwimmen auch eine beliebte Breitensport-Schiene.
2012 gewannen die Schwimmer der SAV vier Medaillen bei den norddeutschen Jahrgangsmeisterschaften und entsandte zwei Athleten zu den deutschen Jahrgangsmeisterschaften. Ein Jahr später wurde ein Vereinsrekord aufgestellt: 14 SAV-Schwimmer nahmen an den norddeutschen Meisterschaften (NDM) und zwei Athleten an den deutschen Meisterschaften teil. Im Jahr 2014 wurde ein erneuter Vereinsrekord aufgestellt: Sechs Vegesacker Schwimmer qualifizierten sich für die deutschen Jahrgangsmeisterschaften. 2015 zählte die SAV-Schwimmabteilung 13 NDM-Teilnehmer und drei Vegesacker fuhren zu den deutschen Jahrgangsmeisterschaften. Darüber hinaus gewannen die Nordbremer zahlreiche Landesjahrgangsmeistertitel bei den Meisterschaften im Land Bremen.